# Большой автобус
«Большой автобус» (англ. The Big Bus) — американская комедия, роуд-муви режиссёра Джеймса Фроли. В центре сюжета — рейс первого автобуса на атомной тяге «Циклоп» по маршруту Нью-Йорк — Денвер. 
Картина пародирует фильмы-катастрофы 1970-х. Фильм получил преимущественно негативные отзывы критики и провалился в прокате.

## Сюжет
Профессор Бакстер работает над новой моделью автобуса для транспортной компании Coyote Bus Lines. Колоссальный автобус «Циклоп» должен стать новым словом в технологиях пассажирских перевозок — средство передвижения на атомной тяге, способное автоматически менять пробитые шины и мыть само себя, не останавливаясь. Все подчинено цели: довезти пассажиров с комфортом и без дозаправки из Нью-Йорка в Денвер. На борту «Циклопа» есть бар, дорожка для боулинга и даже бассейн.
Незадолго до выхода новинки в первый рейс создателей поджидает неудача. В результате взрыва в лаборатории, подстроенного неизвестными, ранен профессор Бакстер и погибли оба водителя. Приходится обратиться к услугам водителя Дэна Торренса. В последнем рейсе его автобус сломался в дикой местности Маунт Дьябло, и водителю для выживания пришлось съесть одного из пассажиров. Теперь среди коллег он — изгой. Напарник Торренса Шолдерс О’Брайен не особо надёжен, так как, порой, падает в обморок прямо за рулём. Однако у автокомпании нет выбора, билеты на первый рейс уже проданы, только Дэн смог за несколько дней освоить управление атомным приводом, и «Циклоп» отправляется в дорогу с новым экипажем. В рейсе участвует и дочь профессора Китти Бакстер. Когда-то её связывали романтические отношения с Дэном.
Тем временем загадочный злодей, приспешник арабских шейхов по прозвищу «Железный человек», собирается сохранить монополию всесильных нефтяных корпораций. Криминальный гений неизлечимо болен, он жив только благодаря аппарату искусственного дыхания, но разрабатывает план теракта. Брат Железного человека Алекс доставил на борт автобуса бомбу, и «Циклоп» не должен добраться до пункта назначения.
Автобус успешно движется к Денверу, пока не происходит трагедия. Водители узнают о бомбе и, пытаясь её обезвредить, вызывают взрыв в кормовой части автобуса. У «Циклопа» вышли из строя тормоза, и он несётся со скоростью 90 миль в час, приближаясь к опасной горной дороге со сложным серпантином. Там в своё время погиб отец Дэна. Водителям удаётся пройти «шпильку», не снижая скорости, но в автобус врезается грузовик. «Циклоп» теряет управление и зависает над обрывом. Экипаж догадывается перекачать запас лимонада с одного борта на другой, отстрелить багаж пассажиров и, сместив центр тяжести, уйти от опасности. Китти оказывается в объятьях Дэна. «Железный человек» в ярости собирается устроить искусственное землетрясение, которое остановит автобус любой ценой. Алекс неверно передаёт координаты автобуса, и землетрясение по ошибке происходит под тайным убежищем Железного человека.
Чудом уцелевший «Циклоп», приближаясь к Денверу, в последний момент выходит из строя — от него отваливается его задняя половина.

## В ролях
- Джозеф Болонья — капитан Дэн Торренс
- Стокард Чэннинг — Китти Бакстер
- Джон Бек — Шолдерс О’Брайен
- Рене Обержонуа — отец Кудос
- Нед Битти — «Коротышка» Скотти
- Боб Диши — доктор Куртц
- Хосе Феррер — Железный Человек
- Рут Гордон — пожилая пассажирка
- Гарольд Гулд — профессор Бакстер
- Ларри Хэгмэн — доктор
- Салли Келлерман — Сибил Крейн
- Ричард Маллиган — Клод Крейн
- Линн Редгрейв — Камилл Леви
- Стюарт Марголин — Алекс

## Создание и прокат
Сценарий комедийной картины несколько лет ждал реализации. Он был создан, как ответ на растущую популярность жанра фильма-катастрофы в начале 1970-х годов. Такие картины, как «Челюсти», «Ад в поднебесье», «Приключения „Посейдона“», были прекрасным объектом пародии. На сюжет повлияли и события в технологической области начала 1970-х: появление авиалайнера Boeing 747, достижения в космической сфере. Сюжет об атомном автобусе отчасти вдохновлён инцидентами в сфере ядерной энергетики начала 1970-х.
Первым кандидатом на позицию режиссера от студии Paramount в лице Барри Диллера, стал Джон Лэндис. Он предложил на главные роли актёров, известных по драматическим ролям: Элизабет Тейлор и Рока Хадсона. Студия затем передала проект Джиму Фроли, Лэндис после этого ушел в проект «Зверинец». Идея не пропала даром, и выбранные на главные роли Стокард Чэннинг и Джо Болонья, спародировали образ Тейлор и Хадсона. Съемки картины прошли в Лос-Анджелесе. В качестве локаций для рейса «Нью-Йорк — Денвер» использовались дороги между Лос-Анджелесом и Сан-Диего. Саундтрек создал Дэвид Шайр. Он сочинил основную тему для трубы и саксофона, обыгрывающую мотивы, популярные в фильмах нуар. Схожая блюзовая по теме музыка была создана им в неонуарной картине «Прощай, моя красавица».
Картина вышла в прокат 23 июня 1976 года. Она получила преимущественно негативные отзывы прессы и провалилась в прокате. Причиной, отчасти, стала неудачно проведенная маркетинговая кампания студии Paramount.

## Автобус
Для съёмок картины кинокомпания построила полностью функциональный двухэтажный автобус «Циклоп». Дизайн транспортного средства с бутафорской ядерной турбиной на корме был создан художником-постановщиком картины Джоелом Шиллером. Движущаяся декорация собиралась из двух секций, каждая по 55 футов, соединённых «гармошкой». На съёмки «Циклоп» перемещался раздельно и непосредственно перед использованием соединялся в единое целое всего за 40 минут. Высота автобуса составила 18,3 футов (5,5 метров), ширина 126 дюймов (3,2 м). В качестве шасси были использованы два грузовика International. Трансмиссию пришлось полностью заменить: родные двигатели — на двигатели производства Ford, механическую коробку передач — на автоматическую производства Allison Transmission. Стоимость «Циклопа» составила $500 тыс..
Управляли автобусом двое водителей-каскадёров в передней и задней машине, общавшиеся по рации. Волей создателей картины кабина управления автобусом была создана по отдалённому подобию кокпита пассажирских авиалайнеров и оборудована двумя водительскими местами. Оба они работали и могли синхронно управлять автобусом. Во время испытаний сочлененный «Циклоп» разгонялся до скорости 65 миль в час (105 км/ч). «Циклоп» участвовал в нескольких рекламных промотурах картины, проехав по некоторым городам Калифорнии. После съёмок автобус был разобран.

## Оценка и значение
Источники вдохновения для создателей картины перечислены  уже в титрах картины: популярные фильмы-катастрофы последних лет. Одно из самых заезженных клише — это тема ловушки. Герои оказываются заперты в закрытом пространстве, откуда по сюжету выбраться сложно или невозможно: на корабле, в самолёте, в небоскрёбе. Искусственно созданная ситуация заставляет находить нестандартный выход. Абсурдно построенный сюжет об автобусе на атомной тяге, который не может остановиться, искусственно приводит к той же коллизии. С автобусом происходят те же неприятности, что и с «большими» объектами: землетрясение, наводнение (лимонадом), в него врезается небольшой автомобиль. Мотив явного преувеличения, гиперболы, звучит и в саундтреке. Сцену первого появления на публике автобуса сопровождает архетипическая музыка Штрауса из «Космической одиссеи 2001 года».
Фильм получил преимущественно негативные отзывы специалистов. NY Times в лице Ричарда Эдера выделила среди положительных сторон только актёрскую игру, но отнеслась негативно к постановке в целом. Texas Monthly отметил то, что современные фильмы-катастрофы сами можно рассматривать, как пародии, и высмеивать их - лишние хлопоты, тем более, столь неудачным образом. Проблемы начались ещё на этапе сценария и сопровождали все производство картины. New York Magazine не нашёл ни единой положительной стороны у картины. Большой автобус противопоставлен в постановке дорогостоящим блокбастерам, в которых не экономят на мелочах. Однако неудачная реализация только подчёркивает то, что комедия абсурда легко может превратиться в дешёвую натянутую постановку, не выдерживающую сравнения с предметом пародии. Отдельные сюжетные ходы (в частности линия, связанная со злодеем мегаломаньяком) ниже всякой критики. Попытка со стороны Стоккард Ченнинг изобразить Элизабет Тейлор оказалась довольно неудачной.
Специалисты отмечали, что картина несколько опередила время, использовав приёмы, которые публика восприняла позитивно спустя некоторое время. Через 5—10 лет тон рецензий стал значительно более благосклонным. «Большой автобус» стал предтечей популярных кинопародий 1980-х Цукеров и Абрахамса. Музыка предвосхитила саундтрек в таких картинах, как «Аэроплан!» и «Голый пистолет». Сюжет картины повлиял на вышедший на экраны спустя почти 20 лет боевик «Скорость», со схожим поворотом в завязке.